# Innocenza e malizia
Innocenza e malizia (Le grand chemin) è un film del 1987 diretto Jean-Loup Hubert.

## Riconoscimenti
- 1988 - Premio César
  - Migliore attrice protagonista a Anémone
  - Migliore attore protagonista a Richard Bohringer
  - Candidatura a Miglior film a Jean-Loup Hubert
  - Candidatura a Miglior regista a Jean-Loup Hubert
  - Candidatura a Migliore sceneggiatura a Jean-Loup Hubert
  - Candidatura a Miglior montaggio a Raymonde Guyot